# Edições do Mister Global Teen
Neste artigo são referidas todas as edições do concurso de beleza masculino de Mister Global Teen.

## Candidatos
Competiram pelo título este ano, os candidatos de: 
| País      | Candidato           | Origem |
| Indonésia | Hendrik Dean Irawan | Bali   |
| Mianmar   | Zaw Shine Htet      | Rangum |

## 2016
Mister Global Teen 2016 foi a 2ª edição do concurso de beleza masculino Mister Global Teen, que visa eleger o mais belo e mais capacitado adolescente para levar a sua mensagem como cidadão cultural para diversos países ao redor do globo. O vencedor do ano passado, Daham Dias passou a faixa para o seu sucessor no final do evento, realizado em Bancoque, na Tailândia. 

## Resultados

### Colocações
| Posição   | País e Candidato                |
| Vencedor  | - Filipinas - Joaquin Rosallosa |
| 2º. Lugar | - Vietnã - Mai Xuan Thu         |
| 3º. Lugar | - Sri Lanca - Jason Pathum      |
| 4º. Lugar | - Singapura - Javier Chan       |
| 5º. Lugar | - Indonésia - Muhammad Aria     |

### Prêmios Especiais
Foram distribuídos os seguintes prêmios aos candidatos:
| Prêmio              | País e Candidato               |
| Mister Simpatia     | - Sri Lanca - Jason Pathum     |
| Mister Fotogenia    | - Azerbaijão - Fariz Ismayilov |
| Mister Modelo       | - China - Pincheng Zhou        |
| Mister Talento      | - Malásia - Filmaan Wilson     |
| Mister Popularidade | - Mianmar - Min Luck Yar       |
| Melhor Traje Típico | - Indonésia - Muhammad Aria    |

## Candidatos
Competiram pelo título este ano, os candidatos de: 
| País       | Candidato          | Origem              | R      |
| Azerbaijão | Fariz Ismayilov    | Bacu                | [ 3 ]  |
| China      | Pincheng Zhou      | Pequim              | [ 4 ]  |
| Filipinas  | Joaquin Rosallosa  | Angeles             | [ 5 ]  |
| Indonésia  | Aria Dewa Nasution | Pekanbaru           | [ 6 ]  |
| Malásia    | Filmaan Wilson     | Kuala Lumpur        | -      |
| Mianmar    | Min Luck Yar       | Rangum              | [ 7 ]  |
| Singapura  | Javier Chan        | Cidade de Singapura | [ 8 ]  |
| Sri Lanca  | Jason Pathum       | Milão               | [ 9 ]  |
| Vietnã     | Mai Xuan Thu       | Quảng Ngãi          | [ 10 ] |

## Histórico

### Troca
- Indonésia - Ar Huzaifi ► Aria Nasution

| - Azerbaijão - China - Filipinas - Malásia - Singapura | - Austrália - Brasil - Índia | - Bahamas - Nicholas Fox - Coreia do Sul - Ho Se Ahn - Tailândia - Phitchaphon Nunual |

## 2015
Mister Global Teen 2015 foi a 1ª edição do concurso de beleza masculino Mister Global Teen, que visa eleger o mais belo e mais capacitado candidato adolescente para levar a sua mensagem como cidadão cultural para diversos países ao redor do globo. Nesta primeira edição do certame, participaram oito países com seus respetivos aspirantes ao título. O vencedor foi o representante de Sri Lanca, Daham Dias. A competição não foi televisionada, mas sua transmissão foi divulgada posteriormente no site You Tube. O certame ocorreu no Nakarin Space, casa de shows de Bancoque, com embalo das músicas do cantor libanês Fajar Akbha. 

## Resultados

### Colocações
| Posição   | País e Candidato            |
| Vencedor  | - Sri Lanca - Daham Dias    |
| 2º. Lugar | - Brasil - Kaio Juliani     |
| 3º. Lugar | - Indonésia - Ryandi Putera |

### Prêmios Especiais
Foram distribuídos os seguintes prêmios aos candidatos: 
| Prêmio              | País e Candidato               |
| Mister Simpatia     | - Tailândia - Kunn Mokkhasamit |
| Mister Fotogenia    | - Sri Lanca - Daham Dias       |
| Mister Modelo       | - Mianmar - Htet Oo Htut       |
| Mister Talento      | - Indonésia - Ryandi Putera    |
| Melhor Traje Típico | - Austrália - Josh Harris      |

## Programação Musical
Durante as etapas do concurso, algumas músicas são tocadas de fundo:
- Abertura: Can't Remember to Forget You de Shakira.

- Desfile Casual: Let me be your get away de BMC Boyz.

- Desfile de Moda Praia: Ai, se Eu Te Pego de Michel Teló.

- Desfile em Traje de Gala: Fight Song de Rachel Platten por Fajar Akbha (Ao vivo).

## Candidatos
Competiram pelo título este ano: 
| País      | Candidato          | Origem    |
| Austrália | Josh Rawson-Harris | Pattaya   |
| Brasil    | Kaio Juliani       | Rio Novo  |
| Índia     | Rajat Kapoor       | Nova Déli |
| Indonésia | Ryandi Putera      | Pekanbaru |
| Mianmar   | Htet Oo Htut       | Rangum    |
| Sri Lanca | Daham Dias         | Galle     |
| Tailândia | Kunn Mokkhasamit   | Bancoque  |
| Vietnã    | Đặng Đuc Hiếu      | Haiphong  |

## Histórico

### Desistências
- Filipinas - Carlo Navarro

- Haiti - Jean Stevenson

- Singapura - Jonah Sin